# مارشال هوایی
مارشال هوایی (انگلیسی: Air marshal) درجه سه-ستاره افسرهای نیروی هوایی است، که نخستین بار در نیروی هوایی سلطنتی بریتانیا مورد استفاده قرار گرفته‌است. این رتبه همچنین توسط نیروهای هوایی بسیاری از کشورهایی که دارای نفوذ تاریخی بریتانیا می‌باشند، از جمله اتحادیه کشورهای مشترک‌المنافع، استفاده می‌شود. درجه مارشال هوایی در کشورهای عضو ناتو دارای کد رتبه‌بندی OF-8 است، که معادل درجه دریاسالار در نیروی دریایی و درجه سپهبد در ارتش می‌باشد.